# Hamburg Harbour
Hamburg Harbour ist eine Bucht am nordwestlichen Ende der Insel Emirau. Sie liegt in der Provinz New Ireland von Papua-Neuguinea.

## Geographie
Das Gebiet der Bucht ist vulkanischen Ursprungs. Die Küstenlinie ist von gehobenen Korallenkalken, Riffen und Sandbänken geprägt. Die Bucht wird von einem Einschnitt in die Küstenlinie Emiraus gebildet und von im Süden und Norden hervorspringenden Landzungen begrenzt. Im Süden ist die Landzunge Cape Tietgens und im Norden Cape Ballin (wohl nach Albert Ballin benannt). Die Siedlung Tavilu (auch: Tabilu) liegt an der Bucht.

## Geschichte
1886 wurde Emirau Teil der deutschen Schutzgebiete in der Südsee und gehörten zu Deutsch-Neuguinea. Nach dem Ersten Weltkrieg wurde die Insel 1918 Teil des an Australien übertragenen Völkerbund-Mandatgebiets Territorium Neuguinea.
Zum Ende des Zweiten Weltkriegs besetzte das US Marine Corps die unbesetzte Insel im März 1944 und die US Marine nutzte den guten natürlichen Hafen des Hamburg Harbour als Basis und Reparaturstation für PT-Schnellboote.
Ab Mitte 1944 nutzte die 5. Torpedo Boat Squadron (MTBRon 5) die Bucht ebenfalls als Basis.
Am 18. Juni 1944 kam es beim Auftanken von PT-107 und PT-63 durch eine defekte Treibstoffleitung zu einem Feuer, das beide PT-Boote zerstörte.
Der während des Krieges ebenfalls gebaute Flughafen von Emirau (ICAO: AYEE und IATA: EMI) liegt heute unmittelbar im östlichen Hinterland der Bucht.